# Flyvista
Flyvista war eine georgische Fluggesellschaft mit Sitz in Tiflis und Basis auf dem Flughafen Tiflis. Sie war eine Tochtergesellschaft der Vista Georgia.

## Geschichte
Flyvista nahm am 5. August 2014 ihren Flugbetrieb auf. Im Mai 2015 musste der Flugbetrieb jedoch wieder eingestellt werden. Grund dafür war die russische Krieg in der Ukraine.

## Flugziele
Ab Tiflis wurden Almaty, Kiew, Moskau und Teheran angeflogen.

## Flotte
In der Vergangenheit betrieb Flyvista drei Boeing 737-300.